# Smedjebacken
Smedjebacken es una localidad sueca (tätort), sede del municipio homónimo, en la provincia de Dalarna y la región de Svealand. Tenía una población de 5190 habitantes en 2023, en un área de 7,46 km². Smedjebacken es un antiguo pueblo minero ubicado a orillas del lago Barken, que está conectado al Mälaren a través de un sistema de canales, el canal Strömsholm.

## Demografía
| Gráfica de evolución demográfica de Smedjebacken entre 1920 y 2015 |
|                                                                    |
| Oficina Central de Estadísticas de Suecia                          |